# Vilni Hutorî, Verhnodniprovsk
Vilni Hutorî (în ucraineană Вільні Хутори) este un sat în comuna Borovkivka din raionul Verhnodniprovsk, regiunea Dnipropetrovsk, Ucraina.

## Demografie
Componența lingvistică a localității Vilni Hutorî
     Ucraineană (93,79%)
     Rusă (5,59%)
     Alte limbi (0,62%)
Conform recensământului din 2001, majoritatea populației localității Vilni Hutorî era vorbitoare de ucraineană (93,79%), existând în minoritate și vorbitori de rusă (5,59%).